# Iceberg Point
Der Iceberg Point (englisch, in Argentinien Punta Témpano, beiderseits übersetzt Eisbergspitze) ist eine markante Landspitze an der Ostküste der Anvers-Insel im westantarktischen Palmer-Archipel. Sie liegt 13 km westsüdwestlich des Kap Van Rijswijck. 
Die erste Kartierung geht auf Teilnehmer der Belgica-Expedition (1897–1899) unter der Leitung des belgischen Polarforschers Adrien de Gerlache de Gomery zurück. Ihr Name erscheint erstmals auf einer Landkarte, die auf Vermessungen im Jahr 1927 durch Wissenschaftler der britischen Discovery Investigations basiert. 